# Khu rừng bí mật
Khu rừng bí mật (tiếng Hàn: 비밀의 숲; Romaja: Bimileui Sup) là một bộ phim truyền hình Hàn Quốc với sự tham gia của Jo Seung-woo và Bae Doo-na. Bộ phim được phát sóng trên đài cáp tvN vào Thứ Bảy và Chủ Nhật lúc 21:00 (KST) từ ngày 10 tháng 6 năm 2017 đến ngày 30 tháng 7 năm 2017. Cùng với đó, bộ phim sẽ được phát sóng đồng thời trên Netflix, Netflix đã mua bản quyền bộ phim với giá 200.000 USD cho mỗi tập phim.
Bộ phim đã trở thành hit với khán giả trong nước lẫn quốc tế, và đã nhận được những lời đánh giá tích cực cho cốt truyện của bộ phim, trình tự hấp dẫn và màn trình diễn mạnh mẽ. Bộ phim được giới thiệu trên danh sách Top 10 các phim truyền hình quốc tế hay nhất năm 2017 bởi tờ báo New York Times bình chọn, và đã giành được nhiều giải thưởng bao gồm giải thưởng danh giá nhất (Daesang) cho phim truyền hình tại Lễ trao giải nghệ thuật Baeksang lần thứ 54.

## Tóm tắt nội dung
Câu chuyện xoay quanh một công tố viên lạnh lùng và vô cảm về thể chất, là người cùng hợp tác với một nữ thám tử nhiệt tình và nồng hậu để khám phá những vụ tham nhũng tràn lan và sự thật đằng sau những vụ án giết người hàng loạt.

## Diễn viên

### Diễn viên chính
- Jo Seung-woo vai Hwang Shi-mok
  - Gil Jung-woo vai 10 y.o Hwang Shi-mok
  - Song Eui-joon vai 15 y.o Hwang Shi-mok
- Bae Doo-na vai Han Yeo-jin

### Diễn viên phụ

#### Văn phòng công tố viên quận phía Tây
- Yoo Jae-myung vai Lee Chang-joon
- Lee Joon-hyuk vai Seo Dong-jae
- Shin Hye-sun vai Young Eun-soo
- Lee Kyu-hyung vai Yoon Se-won
- Park Sung-geun vai Kang Won-chul
- Lee Tae-hyung vai Kim Ho-sub
- Kim So-ra vai Choi Young

#### Đồn cảnh sát Yongsan
- Choi Byung-mo vai Kim Woo-gyoon
- Park Jin-woo vai Kim Soo-chan
- Choi Jae-woong vai Jang Geon
- Jeon Bae-soo vai Detective Team Leader
- Song Ji-ho vai Park Soon-chang

#### Mở rộng
- Lee Kyoung-young vai Lee Yoon-beom
- Yoon Se-ah vai Lee Yeon-jae
- Lee Ho-jae vai Young Il-jae
- Seo Dong-won vai Kim Jung-bon
  - Kim Jin-seong vai 15 y.o Kim Jung-bon
- Nam Gi-ae vai mẹ Young Eun-soo
- Ye Soo-jung vai mẹ Park Moo-sung
- Jeon Yeo-jin vai vợ Kang Jin-sub
- Han Chang-hyun vai Trưởng phòng Trưởng phòng truy tố
- Kim Ji-hoon vai Lee Moon-woo
- Jeon Soo-yeon vai Jo Hye-seon
- Jang Sung-bum vai Park Kyung-wan
- Park Yoo-na vai Kwon Min-ah/Kim Ga-young
- Bae Hyo-won vai Bộ trưởng Yang
- Yoon Jong-in vai Thám tử
- Seo Kwang-jae vai Judge
- Kim Kyung-ryong vai Cha dượng Hwang Si-mok
- Kwak In-joon vai Current Issue MC
- Song Soo-hyun vai Han Yi-ji (Học sinh trung học)
- Cheon Min-hee vai Chủ quán bar
- Son Dong-hwa vai Bác sĩ
- Park Seong-gyun vai Trưởng phòng truy tố
- Jung Hyun-seok vai Nhà báo
- Byun Joo-hyun vai Matsuyama
- Jung Dong-gyu vai Bộ trưởng Quốc phòng
- Jung Dong-keun vai Woo Byung-joon
- Lee Yoon-sang vai Chairman Cho
- Lee Dong-yong vai Tài xế Taxi
- Lee Eun-ho vai Y tá
- Park Ki-ryung vai Bae Sang-wook
- Kang Min-tae vai Hành khách say rượu
- Lee Han-na vai Học sinh trung học
- Yoon Ji-on vai Nhân viên làm thêm tại quán Cafe
- Son Seong-chan

### Sự xuất hiện đặc biệt
- Park Soon-chun vai Hwang Shi-mok's mother
- Um Hyo-sup vai Park Moo-sung
- Yoon Kyung-ho vai Kang Jin-sub
- Lee Jae-yong vai Kim Nam-jin
- Sunwoo Jae-duk vai Ahn Seung-ho
- Lee Jae-won vai Kim Tae-kyoon
- Tae In-ho vai Kim Byung-hyun

## Tỷ suất người xem
Trong bảng bên dưới, các con số màu xanh đại diện cho xếp hạng thấp nhất và các con số màu đỏ thể hiện xếp hạng cao nhất.
| Tập        | Ngày phát sóng      | Tỷ suất người xem   | Tỷ suất người xem   | Tỷ suất người xem | Tỷ suất người xem |
| Tập        | Ngày phát sóng      | AGB Nielsen Ratings | AGB Nielsen Ratings | TNmS Ratings      |                   |
| Tập        | Ngày phát sóng      | Toàn Quốc           | Seoul               | TNmS Ratings      |                   |
| ---------- | ------------------- | ------------------- | ------------------- | ----------------- | ----------------- |
| 1          | 10 tháng 6 năm 2017 | 3.041%              | 3.627%              | 3.2%              |                   |
| 2          | 11 tháng 6 năm 2017 | 4.148%              | 5.498%              | 4.0%              |                   |
| 3          | 17 tháng 6 năm 2017 | 4.088%              | 4.420%              | 3.6%              |                   |
| 4          | 18 tháng 6 năm 2017 | 4.170%              | 4.923%              | 4.5%              |                   |
| 5          | 24 tháng 6 năm 2017 | 4.064%              | 5.203%              | 3.7%              |                   |
| 6          | 25 tháng 6 năm 2017 | 4.082%              | 5.174%              | 3.9%              |                   |
| 7          | 1 tháng 7 năm 2017  | 4.389%              | 4.888%              | 4.0%              |                   |
| 8          | 2 tháng 7 năm 2017  | 4.154%              | 5.237%              | 4.6%              |                   |
| 9          | 8 tháng 7 năm 2017  | 4.319%              | 5.506%              | 4.3%              |                   |
| 10         | 9 tháng 7 năm 2017  | 4.834%              | 6.434%              | 4.6%              |                   |
| 11         | 15 tháng 7 năm 2017 | 4.733%              | 5.709%              | 5.0%              |                   |
| 12         | 16 tháng 7 năm 2017 | 5.511%              | 6.875%              | 5.0%              |                   |
| 13         | 22 tháng 7 năm 2017 | 4.451%              | 5.582%              | 4.4%              |                   |
| 14         | 23 tháng 7 năm 2017 | 5.447%              | 7.125%              | 6.0%              |                   |
| 15         | 29 tháng 7 năm 2017 | 4.993%              | 6.240%              | 5.1%              |                   |
| 16         | 30 tháng 7 năm 2017 | 6.568%              | 7.622%              | 7.1%              |                   |
| Trung bình | Trung bình          | 4.562%              | 5.629%              | 4.6%              |                   |

- Bộ phim này phát sóng trên một kênh truyền hình cáp / truyền hình trả tiền thường có lượng khán giả tương đối nhỏ hơn so với các đài truyền hình / truyền hình công cộng miễn phí (KBS, SBS, MBC & EBS).

## Giải thưởng và đề cử
| Năm  | Giải thưởng                                 | Hạng mục                          | Đề cử           | Kết quả   | Ref.          |
| ---- | ------------------------------------------- | --------------------------------- | --------------- | --------- | ------------- |
| 2017 | Lễ trao giải The Seoul lần thứ 1            | Grand Prize (Drama)               | Khu Rừng Bí Mật | Đoạt giải | [ 15 ] [ 16 ] |
| 2017 | Lễ trao giải The Seoul lần thứ 1            | Nam diễn viên chính xuất sắc nhất | Jo Seung-woo    | Đề cử     | [ 15 ] [ 16 ] |
| 2017 | Lễ trao giải The Seoul lần thứ 1            | Nữ diễn viên mới xuất sắc nhất    | Shin Hye-sun    | Đề cử     | [ 15 ] [ 16 ] |
| 2018 | Lễ trao giải nghệ thuật Baeksang lần thứ 54 | Grand Prize (TV)                  | Khu Rừng Bí Mật | Đoạt giải | [ 17 ]        |
| 2018 | Lễ trao giải nghệ thuật Baeksang lần thứ 54 | Grand Prize (TV)                  | Jo Seung-woo    | Đề cử     | [ 17 ]        |
| 2018 | Lễ trao giải nghệ thuật Baeksang lần thứ 54 | Nam diễn viên chính xuất sắc nhất | Jo Seung-woo    | Đoạt giải | [ 18 ]        |
| 2018 | Lễ trao giải nghệ thuật Baeksang lần thứ 54 | Drama hay nhất                    | Khu Rừng Bí Mật | Đề cử     | [ 19 ] [ 20 ] |
| 2018 | Lễ trao giải nghệ thuật Baeksang lần thứ 54 | Đạo diễn xuất sắc nhất            | Ahn Gil-ho      | Đề cử     | [ 19 ] [ 20 ] |
| 2018 | Lễ trao giải nghệ thuật Baeksang lần thứ 54 | Biên kịch xuất sắc nhất           | Lee Soo-yeon    | Đoạt giải | [ 19 ] [ 20 ] |
| 2018 | Lễ trao giải nghệ thuật Baeksang lần thứ 54 | Nam diễn viên phụ xuất sắc nhất   | Yoo Jae-myung   | Đề cử     | [ 19 ] [ 20 ] |
| 2018 | Lễ trao giải nghệ thuật Baeksang lần thứ 54 | Nam diễn viên mới xuất sắc nhất   | Lee Kyu-hyung   | Đề cử     | [ 19 ] [ 20 ] |

- Tại Lễ trao giải nghệ thuật Baeksang lần thứ 54, bởi vì bộ phim đã giành được Grand Prize (TV) nên giải thưởng Drama hay nhất đã nhường lại cho Á quân Mother (Với sự bình chọn của ban giám khảo: Khu rừng bí mật (34 điểm - Quán quân), Mother (31 điểm - Á quân))